# Quasimelita formosa
Quasimelita formosa is een vlokreeftensoort uit de familie van de Melitidae. De wetenschappelijke naam van de soort is voor het eerst geldig gepubliceerd in 1885 door Murdoch.